# Критерий Фридмана
Критерий Фридмана (англ. Friedman test) — непараметрический статистический тест, разработанный американским экономистом Милтоном Фридманом. Является обобщением критерия Уилкоксона и применяется для сопоставления {\displaystyle c} условий измерения ({\displaystyle c\geqslant 3}) для {\displaystyle n} объектов (испытуемых) с ранжированием по индивидуальным значениям измерений. Непараметрический аналог дисперсионного анализа с повторными измерениями ANOVA.

## Задача
Дана выборка из {\displaystyle c} измерений для каждого из {\displaystyle n} испытуемых, которую можно представить в виде таблицы:
|                         | Условия                 | Условия                 | Условия                 | Условия                 |
| № объекта               | {\displaystyle 1}       | {\displaystyle 2}       | {\displaystyle \dots }  | {\displaystyle c}       |
| {\displaystyle 1}       | {\displaystyle x_{11}}  | {\displaystyle x_{21}}  | {\displaystyle \dots }  | {\displaystyle x_{c1}}  |
| {\displaystyle 2}       | {\displaystyle x_{12}}  | {\displaystyle x_{22}}  | {\displaystyle \dots }  | {\displaystyle x_{c2}}  |
| {\displaystyle \vdots } | {\displaystyle \vdots } | {\displaystyle \vdots } | {\displaystyle \ddots } | {\displaystyle \vdots } |
| {\displaystyle n}       | {\displaystyle x_{1n}}  | {\displaystyle x_{2n}}  | {\displaystyle \dots }  | {\displaystyle x_{cn}}  |
| ----------------------- | ----------------------- | ----------------------- | ----------------------- | ----------------------- |

В качестве нулевой гипотезы {\displaystyle H_{0}} рассматривается следующая: «между полученными в разных условиях измерениями имеются лишь случайные различия». Выбирается уровень значимости {\displaystyle \alpha }, например, {\displaystyle \alpha =0,01} (вероятность ошибочно отклонить нулевую гипотезу).

## Проверка гипотезы
Для начала получим таблицу рангов по строкам, при котором получаем ранги {\displaystyle r_{ij}} объекта {\displaystyle x_{ij}} при ранжировке {\displaystyle x_{1j},x_{2j},\dots ,x_{cj}}:
|                         | Ранги                   | Ранги                   | Ранги                   | Ранги                   |
| № объекта               | {\displaystyle 1}       | {\displaystyle 2}       | {\displaystyle \dots }  | {\displaystyle c}       |
| {\displaystyle 1}       | {\displaystyle r_{11}}  | {\displaystyle r_{21}}  | {\displaystyle \dots }  | {\displaystyle r_{c1}}  |
| {\displaystyle 2}       | {\displaystyle r_{12}}  | {\displaystyle r_{22}}  | {\displaystyle \dots }  | {\displaystyle r_{c2}}  |
| {\displaystyle \vdots } | {\displaystyle \vdots } | {\displaystyle \vdots } | {\displaystyle \ddots } | {\displaystyle \vdots } |
| {\displaystyle n}       | {\displaystyle r_{1n}}  | {\displaystyle r_{2n}}  | {\displaystyle \dots }  | {\displaystyle r_{cn}}  |
| ----------------------- | ----------------------- | ----------------------- | ----------------------- | ----------------------- |

Получим суммы рангов и введём другие обозначения:
{\displaystyle R_{i}=\sum _{j=1}^{n}r_{ij}}
{\displaystyle {\bar {R}}_{i}={\frac {R_{i}}{n}}}
{\displaystyle {\bar {\bar {R}}}={\frac {c+1}{2}}}
Для проверки гипотезы будем использовать эмпирическое значение критерия — статистику:
{\displaystyle S={\frac {12n}{c(c+1)}}\sum _{i=1}^{c}({\bar {R}}_{i}-{\bar {\bar {R}}})^{2}},
которую можно записать также в виде:
{\displaystyle S={\frac {12}{nc(c+1)}}\sum _{i=1}^{c}R_{i}^{2}-3n(c+1)}
Нулевая гипотеза принимается, если критическое значение критерия превосходит эмпирическое:
{\displaystyle S<S_{\alpha }(n,c)}
Для малых значений {\displaystyle n} и {\displaystyle c} для критического значения Фридмана существуют таблицы для разных значений уровня значимости {\displaystyle \alpha } (или доверительной вероятности {\displaystyle 1-\alpha }).
При {\displaystyle n\geqslant 13} и {\displaystyle c\geqslant 20} применима аппроксимация — {\displaystyle \alpha }-квантиль распределения хи-квадрат с {\displaystyle c-1} степенями свободы:
{\displaystyle S_{\alpha }(n,c)\approx \chi _{\alpha }^{2}(c-1)}
Для некоторых малых значений статистику можно преобразовать для аппроксимации {\displaystyle \alpha }-квантилью распределения Фишера или применить статистику Имана-Давенпорта.

## Примеры
Классические примеры применения:
- {\displaystyle n} дегустаторов оценивают различные сорта вин. Имеют ли вина значимые отличия?
- Сварные швы, сделанные {\displaystyle n} сварщиками с использованием {\displaystyle c} сварочных горелок, были оценены по качеству. Есть ли отличия в качестве у какой-либо из горелок?

## Апостериорный анализ
Апостериорный анализ (англ. post-hoc analysis) был предложен Шайхом и Хамерли (1984), а также Коновер (1971, 1980) для определения того, какие условия существенно отличаются друг от друга, на основании различия их средних рангов.

## Программная реализация
Тест Фридмана содержится во многих пакетах программ для статистической обработки данных (SPSS, R и других).
Не все статистические пакеты поддерживают апостериорный анализ для теста Фридмана, но программный код можно найти, например, для SPSS и R.